# Massimo Ferrarese
Massimo Ferrarese (Francavilla Fontana, 28 gennaio 1962) è un politico, dirigente sportivo e imprenditore italiano.
Da gennaio 2004 a gennaio 2009 presidente Confindustria Brindisi, da giugno 2004 a ottobre 2014 patron e poi presidente onorario New Basket Brindisi, da giugno 2009 a ottobre 2012 presidente della Provincia di Brindisi, da giugno 2015 a gennaio 2019 presidente di Invimit. Da giugno 2023 è Commissario Straordinario del Governo per i Giochi del Mediterraneo 2026. A novembre 2023 eletto presidente del relativo comitato organizzatore.

## Biografia

### Studi
Diplomato nel 1981 all'ITC Calò di Francavilla Fontana. Ha frequentato l’università di economia e commercio di Bari.

### Attività imprenditoriale
Titolare di diverse società operanti nelle costruzioni, nella prefabbricazione industriale e nel turismo. 
Diviene presidente di Confindustria Brindisi dal 2004 al 2009 e dal 2007 al 2009  è stato componente della giunta nazionale di Confindustria durante la presidenza di Luca Cordero di Montezemolo.

### Attività nel sociale
Nel 2005 ha costituito, con il cantante Albano Carrisi, la Fondazione Onlus Puglia per la vita, che opera in beneficenza nel campo oncologico in Puglia.
Nel 2008 ha inciso con il medesimo artista un cd per scopi benefici dal titolo Dai il meglio di te....
Nel maggio del 2008, in occasione dell’arrivo a Brindisi di Papa Benedetto XVI, fece ristrutturare e ammobiliare, con mobili e marmi di pregio, la residenza dove ha alloggiato il 14 giugno il Santo Padre. 
Nel 2013, ha inciso sempre insieme ad Albano Carrisi un secondo cd dal titolo Canzoni per la Vita il cui ricavato è stato anch'esso devoluto in beneficenza.
L'8 settembre 2016 ha donato alla sua città (Francavilla Fontana) un rondó interamente realizzato per migliorare lo scorrimento del traffico.

### Attività nello sport
Nel 2004 ha rilevato la squadra di basket in serie B2 ed ha costituito poi la S.p.A denominata New Basket Brindisi. Con essa, come unico azionista della società (patron dal 2004 al 2011) ha vinto tre campionati e una Coppa Italia di Legadue, portandola a diventare una importante realtà cestistica di Lega A. Nel 2011 ha poi costituito una cordata con altri 12 imprenditori con i quali è rimasto in società fino al 2014 come presidente onorario.
Nel giugno 2023 il Presidente del Consiglio dei Ministri lo ha nominato Commissario Straordinario dei XX Giochi del Mediterraneo.

### Attività politica
A luglio 2009 si è candidato alle elezioni amministrative come presidente della Provincia di Brindisi a capo di una coalizione chiamata Laboratorio e accede al ballottaggio contro Michele Saccomanno candidato del centro-destra che riesce a sconfiggere ottenendo il 57% delle preferenze.
Da Presidente della Provincia ha dedicato diverse battaglie per l'ambiente, per i trasporti e per i costi della politica. Nel marzo del 2010 in assemblea dei soci di Aeroporti di Puglia fu approvata la sua proposta di cambiare il nome dell'aeroporto da Papola Casale in aeroporto del Salento.
Il 28 giugno 2012 è stato eletto vice presidente nazionale dell'Unione delle Province d'Italia. Il 2 ottobre 2012 ha rassegnato le sue dimissioni dall'incarico di presidenza; la Provincia di Brindisi è passata a gestione commissariale il successivo 24 ottobre.
Da giugno 2015 a gennaio 2019 è stato presidente Invimit, la società dello Stato deputata alla valorizzazione del patrimonio pubblico italiano. 
Il 20 novembre 2023 è stato eletto presidente del comitato organizzatore dei Giochi del Mediterraneo 2026.

#### Il Movimento "Noi Centro"
Nel 2010 ha fondato il movimento politico "Noi Centro", presente in diversi comuni delle Provincie di Brindisi, Taranto e Lecce, annoverando diversi Sindaci, amministratori e presidenti di enti pubblici.
Il 6 giugno 2017 ha lasciato la politica e si è dimesso da presidente dal movimento da lui fondato.